# Лижне двоборство на зимових Олімпійських іграх 2006 — командний великий трамплін/4×5 км
Командні змагання з лижного двоборства, які складалися зі стрибків з великого трампліна і естафети 4×5 км на зимових Олімпійських іграх 2006 в місті Праджелато (Італія). Обидві частини мали відбутися 15 лютого, але через сильний вітер у той день лише частково пройшли змагання зі стрибків. Залишок стрибків і лижна гонка відбулись 16 лютого..

## Результати

### Стрибки з трампліна
Кожен з членів команди виконав по два стрибки, які оцінювалися так само, як і під час змагань зі стрибків з трампліна. Сумарна оцінка стрибків усіх членів команди визначала часове відставання від лідера, з яким кожен наступний спортсмен розпочинав бігову частину змагань. Кожне очко позаду лідера, команди Німеччини дорівнювало одній секунді відставання. Сильний вітер дозволив провести лише першу серію стрибків. Зрештою результати цих стрибків були враховані і змагання відновилися наступного дня. Команди Норвегії (чинних чемпіонів світу) та Італії змушені були знятися зі змагань через хворобу відповідно чотирьох та одного спортсмена.
| Місце | Спортсмен                                                                       | 1-ша серія                    | Місце | 2-га серія                    | Місце | Загалом | Гандикап |
| ----- | ------------------------------------------------------------------------------- | ----------------------------- | ----- | ----------------------------- | ----- | ------- | -------- |
| 1     | Німеччина · Єнс Гайзер · Б'єрн Кірхайзен · Ронні Аккерманн · Георг Геттіх       | 464.5 114.5 113.7 114.2 125.1 | 1     | 449.0 108.7 114.1 109.5 116.7 | 2     | 913.5   | 0:00     |
| 2     | Австрія · Міхаель Грубер · Маріо Штехер · Фелікс Ґоттвальд · Крістоф Білер      | 453.4 115.9 108.3 110.5 118.7 | 2     | 449.8 109.6 113.5 107.0 119.7 | 1     | 903.2   | 0:10     |
| 3     | Росія · Дмитро Матвєєв · Іван Фесенко · Антон Каменєв · Сергій Масленников      | 450.1 106.8 105.9 106.6 130.8 | 3     | 440.0 102.7 103.7 109.6 124.0 | 3     | 890.1   | 0:23     |
| 4     | Фінляндія · Анссі Койвуранта · Антті Куїсма · Ханну Маннінен · Яакко Таллус     | 444.7 120.4 97.9 112.5 113.9  | 4     | 433.9 108.1 100.1 111.9 113.8 | 4     | 878.6   | 0:35     |
| 5     | Японія · Йосуке Хатакеяма · Норіхіто Кобаясі · Такасі Кітамура · Дайто Такахасі | 437.7 112.4 109.9 105.5 109.9 | 5     | 433.9 111.6 111.4 93.6 109.9  | 5     | 864.2   | 0:49     |
| 6     | Франція · Франсуа Бро · Ніколя Баль · Людовік Руа · Джейсон Ламі-Шаппюї         | 431.9 112.3 93.0 102.7 123.9  | 6     | 416.3 93.4 89.1 110.5 123.3   | 6     | 848.2   | 1:05     |
| 7     | Швейцарія · Ян Шмід · Андреас Гуршлер · Ронні Гер · Іван Рідер                  | 427.5 112.8 103.1 111.5 100.1 | 7     | 412.1 109.4 90.3 100.5 111.9  | 7     | 839.6   | 1:14     |
| 8     | США · Білл Демонг · Карл Ван Лоан · Джонні Спіллейн · Тодд Лодвік               | 409.9 107.0 82.1 112.8 108.0  | 8     | 410.7 111.0 82.1 105.4 112.2  | 8     | 820.6   | 1:33     |
| 9     | Чехія · Алеш Водседялек · Томаш Славік · Ладислав Ригль · Павел Хуравий         | 396.3 98.7 99.0 96.6 102.0    | 9     | 408.8 109.0 99.6 99.9 100.3   | 9     | 805.1   | 1:48     |
|       | Італія · Давіде Бресадола · Йохен Стробль · Даніеле Мунарі · Джузеппе Мік'єллі  | 393.9 111.4 88.5 89.8 104.2   | 10    | DNS                           | —     | —       | —        |
|       | Норвегія · Говард Клементсен · Крістіан Хаммер · Магнус Моан · Петтер Танде     | DNS                           | —     | —                             | —     | —       | —        |

### Лижні перегони
На старті естафети 4 x 5 км спортсмени вирушали на дистанцію з інтервалом, який визначався очковою різницею за результатами стрибків. Відставання в одне очко дорівнювало секундному гандикапові. Перша команда, яка перетнув фінішну лінію, Австрія, і здобула загальну перемогу. Німеччина, яка розпочала естафету першою, лідирувала після третього етапу, але на четвертому етапі австрієць Маріо Штехер відіграв 36 секунд у німця Єнса Гайзера, принісши своїй команді золоті нагороди.
| Місце | Спортсмени                                                                      | Гандикап | Час у лижних перегонах                  | Місце в лижних перегонах | Загальний час |
| ----- | ------------------------------------------------------------------------------- | -------- | --------------------------------------- | ------------------------ | ------------- |
| 1     | Австрія · Міхаель Грубер · Крістоф Білер · Фелікс Ґоттвальд · Маріо Штехер      | +0:10    | 49:42.6 11:50.3 13:01.0 12:01.4 12:49.9 | 1                        | 49:52.6       |
| 2     | Німеччина · Б'єрн Кірхайзен · Георг Геттіх · Ронні Аккерманн · Єнс Гайзер       | +0:00    | 50:07.9 11:23.9 12:50.4 12:27.6 13:26.0 | 4                        | +0:15.3       |
| 3     | Фінляндія · Антті Куїсма · Анссі Койвуранта · Яакко Таллус · Ханну Маннінен     | +0:35    | 49:44.4 11:56.8 13:01.0 12:25.5 12:21.1 | 2                        | +0:26.8       |
| 4     | Швейцарія · Ронні Гер · Ян Шмід · Андреас Гуршлер · Іван Рідер                  | +1:14    | 50:00.9 11:42.5 13:23.0 12:02.5 12:52.9 | 3                        | +1:22.3       |
| 5     | Франція · Франсуа Бро · Людовік Руа · Джейсон Ламі-Шаппюї · Ніколя Баль         | +1:05    | 50:19.6 12:09.2 12:49.6 12:23.6 12:57.2 | 6                        | +1:32.0       |
| 6     | Японія · Дайто Такахасі · Такасі Кітамура · Норіхіто Кобаясі · Йосуке Хатакеяма | +0:49    | 50:47.0 12:02.5 12:49.5 12:33.7 13:21.3 | 7                        | +1:43.4       |
| 7     | США · Джонні Спіллейн · Карл Ван Лоан · Білл Демонг · Тодд Лодвік               | +1:33    | 50:19.5 11:53.2 13:20.9 12:24.2 12:41.2 | 5                        | +1:59.9       |
| 8     | Чехія · Ладислав Ригль · Павел Хуравий · Алеш Водседялек · Томаш Славік         | +1:48    | 52:10.5 12:33.7 12:38.2 13:15.8 13:42.8 | 8                        | +4:05.9       |
| 9     | Росія · Іван Фесенко · Антон Каменєв · Дмитро Матвєєв · Сергій Масленников      | +0:23    | 53:42.1 12:38.0 13:52.4 13:18.5 13:53.2 | 9                        | +4:12.5       |